# 버추어 파이터 (비디오 게임)
《버추어 파이터》(Virtua Fighter, バーチャファイター)는 1993년 세가 내 개발진 AM2가 세가 모델 1 기판으로 개발한 대전 격투 액션 게임이다. 총괄 책임자는 스즈키 유. 버추어 시리즈의 두 번째 게임이자 버추어 파이터 시리즈의 처녀작이었으며, 세계 최초로 3D로 개발된 격투 게임이기도 하다.
제목의 '버추어'는 '가상의'라는 뜻의 'virtual'에서 파생된 단어로, 3D로 게임이 구현된다는 의미이다. 게임 내 사용된 캐릭터들의 폴리곤은 먼저 와이어프레임을 작성하고 그 위에 플랫 셰이딩 작업을 하여 완성했다. 1993년 발매 당시 기존 격투 게임들과는 달리 가드, 펀치, 킥 버튼 3개만을 사용했으나, 방향키와 함께 다양한 기술을 구사할 수 있었다. 전신이 된 것은 세가에서 이전에 아케이드에 발매한 버추어레이싱 의 3D 폴리곤을 격투게임으로 전개한 것으로 볼 수 있는데 발매 이전까지 언론이나 유저들의 반응은 매우 차가웠고 기대치가 매우 낮았다. 그러나 막상 시장에 릴리즈되었을 때 혁명적이라는 평가를 받았다. 3D 폴리곤을 이용한 매우 사실적이고 부드러운 동작과 카메라워크, 그리고 이전 2D 게임과는 달리 지상공방이 중심이 되며 그 안에서 잡기, 상중하단 공격으로 나뉜 타격기로 다지선다 공방을 하는 방식이 매우 신선하게 다가와 이후 3D 대전격투 게임 시스템의 기초를 확립하게 된다.
이후 오리지널 게임이 세가 새턴 및 슈퍼 32X, 리믹스 게임이 세가 새턴, 세가 타이탄 비디오 시스템, 마이크로소프트 윈도우 버전으로 이식되었다. 발매일은 다음과 같다.
- 모델 1: 1993년 12월
- ST-V: 1995년 4월 (《버추어 파이터 리믹스》)
- 세가 새턴: 1994년 11월 22일 (오리지널), 1995년 7월 14일 (《버추어 파이터 리믹스》)
- 슈퍼 32X: 1995년 10월 20일
- 마이크로소프트 윈도우: 1996년 6월 26일 (《버추어 파이터》)

## 주요 캐릭터
아키라 유키
출생 - 1968년 9월 23일
신체 - 180cm
혈액형 - O형
성별 - 남
국적 - 일본
직업 - 쿵후 사범
유파 - 팔극권
카게 마루
출생 - 1971년 6월 6일
신체 - 178cm
혈액형 - B형
성별 - 남
국적 - 일본
직업 - 닌자
유파 - 하가쿠레류 인술
파이 챈
출생 - 1975년 5월 17일
신체 - 166cm
혈액형 - O형
성별 - 여
국적 - 중국
직업 - 영화 배우
유파 - 연청권
라우 챈
출생 - 1940년 10월 2일
신체 - 172cm
혈액형 - B형
성별 - 남
국적 - 중국
직업 - 요리사
유파 - 호연권
잭키 브라이언트
출생 - 1970년 8월 28일
신체 - 182cm
혈액형 - A형
성별 - 남
국적 - 미국
직업 - 인디카레이서
유파 - 절권도
사라 브라이언트
출생 - 1973년 7월 4일
신체 - 173cm
혈액형 - AB형
성별 - 여
국적 - 미국
직업 - 대학생
유파 - 마샬아츠
제프리 맥와일드
출생 - 1957년 2월 20일
신체 - 183cm
혈액형 - A형
성별 - 남
국적 - 오스트레일리아
직업 - 어부
유파 - 판크라티온
울프 호크필드
출생 - 1966년 2월 8일
신체 - 181cm
혈액형 - O형
성별 - 남
국적 - 캐나다
직업 - 프로레슬러
유파 - 프로레슬링
슌 디
출생 - 1912년 1월 2일
신체 - 164cm
혈액형 - O형
성별 - 남
국적 - 중국
직업 - 한방의사
유파 - 취권
리온 라팔
출생 - 1979년 12월 24일
신체 - 171cm
혈액형 - AB형
성별 - 남
국적 - 프랑스
직업 - 고등학생
유파 - 당랑권
바넷사 루이스
출생 - ?
신체 - 175cm
혈액형 - AB형
성별 - 여
국적 - ?
직업 - SP(경호원)
유파 - 발리투도
레이 페이
출생 - 1956년 7월 7일
신체 - 175cm
혈액형 - B형
성별 - 남
국적 - 중국
직업 - 승려
유파 - 소림권
아오이 우메노코우지
출생 - 1979년 3월 14일
신체 - 162cm
혈액형 - A형
성별 - 여
국적 - 일본
직업 - 대학생
유파 - 합기유술
아이린
출생 - 1993년 6월 12일
신체 - 160cm
혈액형 - B형
성별 - 여
국적 - 중국
직업 - 경극 배우
유파 - 후권
듀랄
출생 - ?
신체 - ?
혈액형 - ?
성별 - ?
국적 - ?
직업 - ?
유파 - ?
마지막 보스로 등장하며, 모든 캐릭터의 기술을 사용한다. 외관은 금속성의 질감을 지닌 여성의 형상을 하고 있다.(스토리상에서는 카게마루의 어머니로 설정되어있음)
개발 단계에서는 시바(Shiba)라는 이름의, 아랍풍 캐릭터가 있었으나 무기를 사용하는 등의 이유로 보스 캐릭터가 되었고, 최종 버전에서는 삭제되었다. 이후 세가 새턴용 파이터즈 메가믹스에서 선택할 수 있는 캐릭터로 재등장한다.

## 평가
| 평론 점수             | 평론 점수                     |
| 평론사                | 점수                          |
| --------------------- | ----------------------------- |
| 올게임                | (Arcade)                      |
| CVG                   | 95%                           |
| 에지                  | 9 / 10 (SAT)                  |
| EGM                   | 31.5 / 40 (SAT) 29 / 40 (32X) |
| 패미츠                | 36 / 40 (SAT) 30 / 40 (32X)   |
| 게임즈마스터          | 96%                           |
| Maximum               | (SAT)                         |
| Mean Machines         | 96%                           |
| Mega                  | 97%                           |
| Next Generation       | (SAT, 32X) · (Remix)          |
| Sega Power            | 97%                           |
| Sega Saturn Magazine  | (Remix)                       |
| Sega Saturn Tsūshin   | 38 / 40                       |
| Ultimate Future Games | 96%                           |

| 수상                                                           | 수상                                                                 |
| 평론사                                                         | 수상                                                                 |
| -------------------------------------------------------------- | -------------------------------------------------------------------- |
| Gamest Awards (1994)                                           | 3rd Best Game of the Year, 3rd Best Fighting Game, 6th Best Graphics |
| Electronic Gaming Monthly, 1UP, Famitsu, Computer Gaming World | Best Games of All Time                                               |
| GameSpot, 1UP                                                  | Most Influential Games of All Time                                   |